# Инцидент в Бурари
Инцидент в Бурари (хинди बुराड़ी कांड Burāṛī kān̩ḍ) — смерть семьи из 11 человек, произошедшая при странных обстоятельствах в ночь на 1 июля 2018 года в районе Бурари индийского города Дели. Тела всех членов трёхпоколенной семьи, состоявшей из бабушки, её дочери, двух сыновей с невестками и пяти внуков, были найдены в собственном доме повешенными. У всех повешенных были завязаны глаза, заткнуты уши и заклеены рты; почти у всех были связаны руки и ноги. Полиция признала эти смерти результатом самоубийства по сговору, которое случилось в результате неудачно проведённого оккультного ритуала. Мотивом послужил индуцированный бред, генератором которого был один из членов семьи.

## Семья
Семья Чундават, также известная среди соседей как семья Бхатия — по девичьей фамилии бабушки — жила в Дели с 1990-х годов.
Глава семьи Бхопал Сингх владел пахотной землёй и скотом в штате Харьяна.
У него и его жены Нараяни Дэви было пятеро детей: сыновья Динеш, Бхавнеш и Лалит и дочери Суджата и Пратибха.
Продав свою землю, Бхопал Сингх купил участок в Дели и переехал туда вместе с женой и младшим сыном Лалитом.
Через несколько лет к ним присоединился Бхавнеш с семьёй.
Вскоре овдовела Пратибха и вернулась к родителям со своей дочерью Приянкой, опасаясь, что в доме бывшего мужа девочка не получит хорошего образования.
Динеш и Суджата жили со своими семьями отдельно в других индийских штатах.
В 2007 году Бхопал Сингх умер от болезни.
Его жена, дети и внуки остались жить в Дели.
К 2018 году семья Чундаватов в Дели насчитывала 11 человек: престарелая Нараяни Дэви, Пратибха с Приянкой, Бхавнеш и Лалит с жёнами Савитой и Тиной, а также их дети Ниту, Мону, Дхрув и Шивам.
Семья жила на доходы от маленького магазина пиломатериалов, который держал Лалит, и продуктового магазина, которым управлял Бхавнеш.
Оба магазинчика располагались на первом этаже их дома.
Кроме Лалита и Бхавнеша, из всей семьи работала только Приянка.
|                 |                 |                 |                 |                 |                 |  |  |                     |                     |                     |                     |                     |                     |                |                |                       |                       | Нараяни Дэви 77 лет   |                       |                       |                       |               |               |                        |                        |                        |                        |                        |                        |              |              |              |              |              |              |              |              |              |              |              |              |              |              |  |  |  |  |  |  |
|                 |                 |                 |                 |                 |                 |  |  |                     |                     |                     |                     |                     |                     |                |                |                       |                       |                       |                       |                       |                       |               |               |                        |                        |                        |                        |                        |                        |              |              |              |              |              |              |              |              |              |              |              |              |              |              |  |  |  |  |  |  |
|                 |                 |                 |                 |                 |                 |  |  |                     |                     |                     |                     |                     |                     |                |                |                       |                       |                       |                       |                       |                       |               |               |                        |                        |                        |                        |                        |                        |              |              |              |              |              |              |              |              |              |              |              |              |              |              |  |  |  |  |  |  |
| Пратибха 57 лет | Пратибха 57 лет | Пратибха 57 лет | Пратибха 57 лет | Пратибха 57 лет | Пратибха 57 лет |  |  |                     |                     | Бхавнеш 50 лет      | Бхавнеш 50 лет      | Бхавнеш 50 лет      | Бхавнеш 50 лет      | Бхавнеш 50 лет | Бхавнеш 50 лет |                       |                       |                       |                       |                       |                       | Савита 48 лет | Савита 48 лет | Савита 48 лет          | Савита 48 лет          | Савита 48 лет          | Савита 48 лет          |                        |                        | Лалит 45 лет | Лалит 45 лет | Лалит 45 лет | Лалит 45 лет | Лалит 45 лет | Лалит 45 лет |              |              | Тина 42 года | Тина 42 года | Тина 42 года | Тина 42 года | Тина 42 года | Тина 42 года |  |  |  |  |  |  |
| Пратибха 57 лет | Пратибха 57 лет | Пратибха 57 лет | Пратибха 57 лет | Пратибха 57 лет | Пратибха 57 лет |  |  |                     |                     | Бхавнеш 50 лет      | Бхавнеш 50 лет      | Бхавнеш 50 лет      | Бхавнеш 50 лет      | Бхавнеш 50 лет | Бхавнеш 50 лет |                       |                       |                       |                       |                       |                       | Савита 48 лет | Савита 48 лет | Савита 48 лет          | Савита 48 лет          | Савита 48 лет          | Савита 48 лет          |                        |                        | Лалит 45 лет | Лалит 45 лет | Лалит 45 лет | Лалит 45 лет | Лалит 45 лет | Лалит 45 лет |              |              | Тина 42 года | Тина 42 года | Тина 42 года | Тина 42 года | Тина 42 года | Тина 42 года |  |  |  |  |  |  |
|                 |                 |                 |                 |                 |                 |  |  |                     |                     |                     |                     |                     |                     |                |                |                       |                       |                       |                       |                       |                       |               |               |                        |                        |                        |                        |                        |                        |              |              |              |              |              |              |              |              |              |              |              |              |              |              |  |  |  |  |  |  |
|                 |                 |                 |                 |                 |                 |  |  |                     |                     |                     |                     |                     |                     |                |                |                       |                       |                       |                       |                       |                       |               |               |                        |                        |                        |                        |                        |                        |              |              |              |              |              |              |              |              |              |              |              |              |              |              |  |  |  |  |  |  |
| Приянка 33 года | Приянка 33 года | Приянка 33 года | Приянка 33 года | Приянка 33 года | Приянка 33 года |  |  | Ниту (Нидхи) 25 лет | Ниту (Нидхи) 25 лет | Ниту (Нидхи) 25 лет | Ниту (Нидхи) 25 лет | Ниту (Нидхи) 25 лет | Ниту (Нидхи) 25 лет |                |                | Мону (Манека) 23 года | Мону (Манека) 23 года | Мону (Манека) 23 года | Мону (Манека) 23 года | Мону (Манека) 23 года | Мону (Манека) 23 года |               |               | Дхрув (Душьянт) 15 лет | Дхрув (Душьянт) 15 лет | Дхрув (Душьянт) 15 лет | Дхрув (Душьянт) 15 лет | Дхрув (Душьянт) 15 лет | Дхрув (Душьянт) 15 лет |              |              |              |              | Шивам 15 лет | Шивам 15 лет | Шивам 15 лет | Шивам 15 лет | Шивам 15 лет | Шивам 15 лет |              |              |              |              |  |  |  |  |  |  |

## Обнаружение тел
Бхавнеш и Лалит обычно открывали свои магазины рано поутру, в 6 часов.
Однако 1 июля 2018 года соседи обратили внимание, что магазины остались закрытыми, и в доме Чундаватов не заметно никакого движения.
К семи утра приехал развозчик молока и посигналил Бхавнешу, чтобы тот забрал товар.
Из дома никто не вышел, и развозчик уехал, оставив поддон с молоком на пороге.
Один из соседей забеспокоился и пошёл проверить, не случилось ли чего.
Около 7:15 он постучал в дверь и обнаружил, что она не заперта.
На первом этаже он никого не нашёл и поднялся на второй.
Там он увидел трупы членов семьи, подвешенные к железной решётке, вделанной в потолок для вентиляции.
Сосед выбежал из дома и сейчас же вызвал полицию.
Полиция прибыла на место происшествия в 7:30 и обнаружила всех жителей дома мёртвыми.
В помещении второго этажа 9 тел свисали с потолочной решётки, ещё одно — Пратибха — висело в некотором отдалении на оконной решётке.
В небольшой смежной комнате лежала на полу Нараяни Дэви, по-видимому, задушенная.
При этом у всех членов семьи были завязаны глаза, заткнуты уши и заклеены пластырем рты, и у всех, кроме Лалита и его жены Тины, были связаны руки и ноги.
Бхавнеш, возможно, пытался освободиться: одна его рука не свисала вдоль тела, а находилась на уровне груди, он касался пола ногами, пластырь со рта был наполовину содран.
Однако это было единственным указанием на какую бы то ни было борьбу.
Ни на телах, ни в окружающей обстановке не было заметно никаких следов беспорядка, и ничего не было разграблено или унесено: женщины висели в петлях со всеми своими драгоценностями, на которые могли бы покуситься грабители.
Единственным живым существом в доме оказалась собака, которую нашли привязанной на плоской крыше дома.

## Расследование

### Реакция общественности
Полиция в первый же день заявила, что в доме Чундаватов были найдены записи оккультного характера, и вероятнее всего, семья совершила самоубийство по сговору.
Однако родственники и соседи поначалу находили ситуацию гораздо менее однозначной и считали, что семья стала жертвой коварных убийц.
Насколько было известно друзьям и родным, у Чундаватов не было причин так радикально сводить счёты с жизнью.
У них не было ни долгов, ни конфликтов с кем-либо.
Они не были поклонниками апокалиптических культов, и никто из них никогда не высказывал желания умереть.
Напротив, за две недели до смерти в семье произошло радостное событие: 33-летняя Приянка, которая с точки зрения индийской астрологии считалась «мангалик», то есть рождённой под крайне неблагоприятным влиянием Марса, наконец нашла себе жениха.
17 июня Чундаваты отпраздновали их помолвку и назначили свадьбу на ноябрь 2018 года.
До самого последнего дня все члены семьи вели себя совершенно непринуждённо и планировали будущие дела.
30 июня, меньше чем за сутки до смерти, Лалит разговаривал со своим работником о будущем ремонте кухни и ванной, Приянка приглашала подружку на свою свадьбу, сыновья Бхавнеша и Лалита планировали поиграть в крикет.
Вечером Лалит позвонил своей сестре Суджате и поговорил с ней без всяких признаков волнения или намёков на скорое расставание.
Вследствие этого Суджата поначалу заняла бескомпромиссную позицию и заявила, что версия полиции о самоубийстве не выдерживает критики, так как Чундаваты никогда не верили «тантрикам и бабам», то есть оккультистам.
Её неожиданно поддержали радикальные националисты-раджпуты из организации Карни Сена.
Их активист Вишвабандху Сингх Ратхор явился к дому Чундаватов, объявил себя родственником жены Лалита Тины, происходившей из раджпутов, и поклялся протестовать до тех пор, пока полиция не прекратит уклоняться от своей работы и не расследует по всей строгости несомненное убийство.
Соседи и родственники Чундаватов в родстве Ратхора сильно усомнились, но накал эмоций вокруг ситуации был таков, что на место происшествия прибыли главный министр Дели Арвинд Кеджривал и член парламента Манодж Тивари и заверили общественность, что расследованию будет уделено самое пристальное внимание.

### 11 труб
В доме Чундаватов была глухая стена, в которую за 3-4 месяца до их самоубийства были горизонтально вмурованы обрезки пластиковых труб, насквозь проходившие через стену.
По словам членов семьи, это было сделано для вентиляции помещения.
Труб было 11, причём 7 из них были загнуты книзу, а остальные — прямые.
После смерти семьи среди соседей распространился слух, что трубы были вмурованы в стену специально и предназначались для выхода из дома душ погибших.
Такой вывод делался из того, что труб было 11, как и членов семьи, и в семье было семь женщин, для которых, очевидно, были подготовлены загнутые трубы; мужские души должны были вылетать через прямые трубы.

### Заключение полиции
Вначале полиция зарегистрировала дело о смерти Чундаватов как убийство, однако по мере продвижения разбирательства обнаружились подробности, бесспорно указывавшие на ритуальный суицид.
Как показало полицейское расследование, «идейным вдохновителем» самоубийства был Лалит.
По словам его старшего брата Динеша, в 2004 году Лалит стал жертвой нападения в своём собственном магазине: его завалили листами фанеры и подожгли.
Чундаваты знали, кто это сделал, но предпочли не заявлять в полицию и уладили дело миром, тем более что Лалит сумел выбраться из огня.
Он вроде бы поправился, но от сильного стресса перестал разговаривать.
Молчал он несколько лет, но неожиданно для всех снова заговорил после смерти отца в феврале 2007 года.
Чундаваты пригласили брахмана читать Гаруда-пурану по отцу, и когда семья сидела и слушала, Лалит вдруг начал повторять священный слог Ом.
После этого происшествия Лалит начал рассказывать своим домашним, что в него периодически вселяется дух отца.
Это своё утверждение он подкреплял разного рода советами, которые, по его словам, он получал от покойного главы семейства.
После смерти отца в семье царили распри и денежные неурядицы.
Однако советы Лалита мало-помалу помогли смягчить обстановку внутри семьи и поправить финансовое положение.
После этого не только сам Лалит, но и все домочадцы уверовали, что его голосом говорит сам патриарх Бхопал Сингх, который с того света присматривает за своими родными.
Все домочадцы, кроме Нараяни Дэви, стали звать Лалита «отцом», и он фактически стал главой семьи Чундаватов, хотя Пратибха и Бхавнеш были старше его.
После того, как Лалит встал во главе семейства Чундаватов, их образ жизни резко изменился в религиозную сторону.
Покойный Бхопал Сингх не гнушался алкоголем и мясной пищей, а Нараяни Дэви «никогда не зажигала перед домашним алтарём курительных свечей», однако при Лалите в доме перестали готовить мясное и пить спиртное, а в магазинчике Бхавнеша принципиально не продавались табачные изделия.
Лалит возносил молитвы перед деревьями, кормил животных, время от времени практиковал «маун врат» — обет молчания.
Его домочадцы начинали день с того, что прикасались к стопам старших членов семьи в знак уважения.
Они молились три раза в день, писали на доске перед своим домом религиозные шлоки, регулярно проводили пуджи.
Несмотря на наличие средств, они не покупали машину и ездили на общественном транспорте; у подростков не было ноутбуков и мобильных телефонов.
Родственники замечали религиозность Чундаватов, но не подозревали о её истинной причине, тем более что Лалит запрещал рассказывать о духе отца за пределами семьи.
Единственным, кто «выдал тайну» Лалита, был младший сын Бхавнеша, 15-летний Дхрув, который неоднократно говорил друзьям во дворе: «Дядя часто бывает одержим духом дедушки».
Никто из соседей значения этому не придал, тем более что семья не производила впечатления «странненьких».
Чундаваты, по общему мнению, были доброжелательны, отзывчивы и гостеприимны, дружили со всеми соседями и всем старались помочь.
Как выяснила полиция, Лалит вёл дневники.
Записи в этих дневниках по его указанию делали также Приянка и Тина (по другим источникам — Приянка и Ниту, старшая дочь Бхавнеша).
Дневники содержали большое количество мелочных, почти брюзгливых указаний членам семьи, касавшихся привычек в еде и других бытовых подробностей.
Указания передавались Лалитом от имени покойного Бхопала Сингха, и их нужно было строго соблюдать, чтобы семье сопутствовала удача.
Финансовое процветание семейства, нахождение Приянкой жениха и хорошую сдачу экзаменов средней дочерью Бхавнеша Лалит относил всецело на счёт якобы получаемых им от отца предписаний.
Иногда Лалит писал в дневниках от третьего лица.
«Не волнуйтесь о здоровье Лалита. Своими проблемами он обязан моему посещению», — гласила одна из записей.
В другой записи говорилось: «Четыре души вместе со мной ещё ходят по свету. Эти души будут освобождены, если вы изменитесь к лучшему. Я существую с другими душами».
В дневнике упоминались имена жаждущих освобождения душ, и полиция выяснила, что это были родственники Чундаватов: покойный отец Тины по имени Саджан Сингх, муж овдовевшей Пратибхи Хира (Хариндер), умершие свёкор и свекровь Суджаты — Даянанд и Ганга Дэви.
Лалит, судя по его записям, считал, что их неправильно похоронили, вследствие чего они остались на земле с духом Бхопала Сингха.

#### Описание ритуала
Дневники Лалита сильно помогли полиции, так как в них был подробно описан самоубийственный ритуал, приведший к гибели семьи.
Ритуал начинался с хавана — жертвенного сжигания зёрен и гхи.
В 10 часов вечера Нараяни Дэви должна была накормить всех лепёшками, приготовленными вне дома.
Мобильные телефоны требовалось перевести в беззвучный режим и оставить так на 6 часов.
В час ночи с субботы на воскресенье ритуал требовал повешения всех членов семьи, причём они должны были находиться в определённой позиции по отношению друг к другу.
Пратибха при этом должна была вешаться в отдалении, поскольку была вдовой, а ко вдовам в Индии относятся с большими предрассудками.
Технически это требование распространялось и на Нараяни Дэви, но так как та с трудом ходила и не могла забраться на табуретку, чтобы спрыгнуть с неё и удавиться, ей разрешено было «выполнять ритуал» (т.е., быть задушенной) в своей комнате на кровати.
Висящие тела должны были напоминать воздушные корни баньяна.
В дневниках Лалита ритуал именовался «ват тапасья» — «почитание баньяна».
Почитание именно баньяна, по словам полиции, было связано с тем, что 27 июня 2018 года выпадало на канун индуистского праздника Ват пурнима.
Ват пурнима — праздник замужних женщин, которые в этот день обвязывают нитями баньяновые стволы в память о героине «Махабхараты» Савитри.
Она, по легенде, вымолила жизнь своего мужа Сатьявана у бога смерти Ямы, пока мёртвое тело Сатьявана лежало под баньяном.
Судя по дневникам, семейство репетировало своё повешение в течение 6 дней, но все оставались живы, поскольку на репетициях не пытались вставать на табуретки и вешаться «по-настоящему».
Так как после помолвки Приянки в доме находились гости, семья 9 дней ждала, чтобы все они разъехались: ритуал следовало хранить в строжайшей тайне.
При этом, судя по дневниковым записям, Чундаваты отнюдь не рассчитывали умереть и ожидали, что Бхопал Сингх явится их спасать, как только они повесятся.
В дневниках было указано перед повешением налить в чашку воду и далее действовать следующим образом: «После совершения хавана для спасения заткните уши ватой и завяжите глаза и рты, чтобы не видеть друг друга и не слышать криков. [...] небо сотрясётся, земля задрожит, но не бойтесь. Читайте мантры с возрастающим усердием. Когда вода изменит цвет, спускайтесь, помогайте друг другу спуститься. Вы не умрёте, но достигнете чего-то большего. Когда вы завяжете петли вокруг шеи, я дам вам настоящий даршан и снизойду, чтобы спасти вас. Ваша душа отлетит и вернётся обратно. Вы достигнете спасения».
Ритуал с повешением, судя по всему, исполнялся в благодарность духу Бхопала Сингха за его несомненную помощь с помолвкой Приянки.
Более того, повешение планировалось в самом скором времени повторить в доме сестры Тины, в семье которой назрел финансовый кризис.

#### Восстановленные события
Согласно полицейскому расследованию, в ночь на 1 июля 2018 года события в доме Чундаватов происходили примерно так.
В 10 вечера жена Бхавнеша Савита и её дочь Ниту, как следовало из записей с камеры наблюдения одного из соседей, внесли в дом пять пластиковых табуреток.
В 10:15 мальчики Дхрув и Шивам принесли из магазина Лалита провода, на которых семья впоследствии повесилась.
Проведя хаван, в ходе которого в железном горшке были сожжены подношения, семья заказала 20 чапати (лепёшек) на масле из ресторана поблизости, и в 10:40 вечера курьер их доставил.
Как он позже показал в полиции, женщина (судя по фотографии — Приянка) взяла у него лепёшки, а мужчина (Бхавнеш) расплатился за них.
Курьер заметил также двух мальчиков на лестнице, и по его мнению все, кого он видел, вели себя совершенно естественно, хотя курьера немного удивил заказ: «пустые» чапати, и к ним ничего вроде карри или дала.
В 11 часов вечера Лалит позвонил Суджате.
После завершения разговора все члены семьи выключили звук на своих мобильных телефонах, сложили их в полиэтиленовый пакет и убрали в ящик.
Около часа ночи 8 человек завязали себе глаза и рты и встали на табуретки.
Лалит и Тина прошли в комнату Нараяни Дэви и задушили её ремнём, после чего вышли обратно и выбили табуретки из-под ног всех остальных.
За пару минут все умерли от удушения.
После этого Лалит и Тина повесились сами.

## Последствия
В октябре 2021 года полиция закрыла дело о смерти Чундаватов, не обнаружив в нём признаков преступного умысла или насильственной смерти.
Запись с камеры наблюдения показывала, что после курьера никто не входил и не выходил из дома Чундаватов, что исключало присутствие убийц.
Открытая входная дверь, по мнению следователей, была намеренно оставлена кем-то из семьи, возможно, для того, чтобы дух Бхопала Сингха мог беспрепятственно проникнуть в дом и спасти повешенных.
Полиция проверила также, не были ли отравлены доставленные из ресторана лепёшки, но на вскрытии тел погибших не нашлось никаких следов яда или одурманивающих веществ.
Были исследованы и вмурованные в стену трубы.
Полиция нашла начальника строительной бригады, которая ремонтировала стену, но он отрицал всякую связь труб с душами.
Трубы, по его словам, были установлены по просьбе Лалита для вентиляции, но никаких пожеланий по их форме или количеству он не высказывал; 7 загнутых и 4 прямые трубы были заделаны в стену случайно.
Наконец, была проверена теория внешнего воздействия на семью со стороны какого-нибудь гуру, и в этом качестве была допрошена дочь начальника строителей, которая называла себя ясновидящей и с которой, как выяснилось, незадолго до смерти виделся Лалит.
Ясновидящая свою причастность к смертям отрицала, и не было найдено никаких свидетельств того, что она знала о готовящемся самоубийстве.
В финальном заключении гибель семьи была признана самоубийством по сговору.
Как следователи, так и психиатры признавали, что причиной самоубийства стал индуцированный бред, распространённый Лалитом на всю семью.
При этом никто из погибших не стремился собственно умереть: скорее, смерть стала непредвиденным результатом ритуала, который пошёл не так.
Дом Чундаватов перешёл к старшему сыну Динешу, который во избежание дальнейшего распространения слухов выдернул из стены 11 труб.
Динеш планировал сдавать дом в аренду, но мало кто хотел снимать «дом с привидениями», и лишь с большим трудом через долгое время ему удалось найти жильцов.

## Фильмы
Режиссёры Лина Ядав и Анубхав Чопра на основе «инцидента в Бурари» сняли документальный фильм «House of Secrets: The Burari Deaths».
Его премьера состоялась на платформе Netflix 8 октября 2021 года.
845-я серия индийской передачи о преступлениях «Crime Patrol» также посвящена делу семьи Чундават.